# Colegio Mariano Moreno
El Colegio N.º 3 Mariano Moreno se encuentra ubicado en la avenida Rivadavia 3577, de la ciudad de Buenos Aires, en el barrio de Almagro.
Se creó en 1898, a raíz de que el Colegio Nacional de la Capital, excedido en su capacidad edilicia por una matrícula que crecía continuamente, debió habilitar cuatro secciones del mismo que pudieran abarcar dicha demanda. Se crearon entonces las secciones Norte (actual Colegio Sarmiento), Sud (actual Colegio Rivadavia), oeste (hoy Colegio n.º 3 Mariano Moreno) y Noroeste (actual Colegio Nicolás Avellaneda); a cargo de los respectivos Vicerrectores que dependían del Colegio Nacional Central. La Sección Oeste fue creada durante la presidencia de José Evaristo Uriburu, por medio de la Ley n.º 3683 del 15 de enero de ese año. El 22 de marzo se realiza la inauguración oficial.
Esta sección estaba bajo la responsabilidad del Prof. Juan G. Beltrán y funcionaba en la calle Belgrano 2189/91. Se matricularon 400 alumnos distribuidos en tres divisiones de primer año, tres de segundo y dos de tercero.
En 1899 por Ley de Presupuesto se independizaron del Colegio Nacional Central, todas las secciones existentes. La secció oeste pasó a llamarse Colegio Nacional Oeste y el Dr. Beltrán fue su primer Rector hasta 1906. Debido al crecimiento de la matrícula la capacidad edilicia fue insuficiente, por lo tanto tuvieron que anexarse otros espacios, como el de la calle Rincón 265 y el de Pasco 340. Esta situación hacía necesario conseguir un edificio adecuado a las necesidades del pujante establecimiento.
El 14 de noviembre de 1909, se colocó la piedra fundamental para dar inicio a las obras de lo que sería el primer Establecimiento construido para su actividad específica educacional del nivel medio.
Según escritura N.º 232 del 28 de junio, el inmueble, tenía 3978 m² (metros cuadrados) y una ubicación muy conveniente (Av. Rivadavia, entre Sadi Carnot —actual Mario Bravo— y Billinghurst) porque satisfacía las necesidades del traslado de los estudiantes debido a la cercanía de la estación ferroviaria.
El Colegio Nacional del Oeste pasó a llamarse entonces Colegio Nacional Mariano Moreno, siendo su primer Rector el Dr. Manuel Derqui (nombre que lleva la actual Asociación Cooperadora).
El 30 de septiembre de 1910 se finaliza la construcción del edificio. En 1911 se inaugura el edificio comenzando su primer ciclo lectivo en febrero.
El Colegio Nacional Mariano Moreno ha sido epicentro de importantes hechos políticos y sociales, como el debate sobre la ley laica y libre, que generó una profunda movilización durante el gobierno de Arturo Frondizi.
Durante la última dictadura cívico militar, el edificio del colegio pasó a albergar al Profesorado «Joaquín V. González», lo que provocó un descenso abrumador de la matrícula del Moreno, la construcción de aulas en lugares que formaban parte del patio para contener a los alumnos (entre ellos las famosas «aulas colectivo», también llamadas peceras) y fuertes reclamos por parte de alumnos, docentes y autoridades del colegio, que durante 30 años no fueron escuchadas.
En 2009, el Gobierno de la Ciudad de Buenos Aires ordenó el traslado del profesorado que ocupaba el 1.er y 2.º piso del edificio hacia una nueva sede en el macrocentro porteño. El 18 de junio de ese año, los alumnos de 4.º y 5.º año volvieron a ocupar las aulas del primer piso, en un hecho histórico. Asimismo, se dio lugar a un lento proceso de ocupación definitiva de las aulas del colegio que quedaron vacías tras la partida del otro instituto.

## Alumnos y profesores notables
Viviana Careaga Ingeniera electronica cantante directora del Centro Cultural Condorkanki
- Arturo Frondizi, abogado, político, presidente de la Nación.
- Alberto Fernández, abogado, político, presidente de la Nación.
- Federico Leloir, Premio Nobel de Química.
- Lino Barañao, ministro de Ciencia, Tecnología e Innovación
- Eugenio Raúl Zaffaroni, abogado, juez, ministro de la Corte Suprema de Justicia de la Nación.
- Guillermo Moreno, político y economista, exsecretario de Comercio Interior de la Nación Argentina (2006-2013).
- Rodolfo Terragno, político.
- Atilio Alterini, decano de la Facultad de Derecho (UBA).
- Luis Majul, periodista.
- Alberto Nadra, político, escritor y periodista.
- Alejandro De Michele, músico, poeta, integrante de Pastoral (1954-1983)
- Miguel Ángel Erausquin, músico y docente, integrante de Pastoral.
- Homero Manzi, periodista,letrista de tango, poeta, político, guionista y director de cine.
- Hugo del Carril, cantante, actor, productor y cineasta.
- Roberto Sánchez "Sandro", cantante y compositor.
- Carlos Ruckauf, político, gobernador de la provincia de Buenos Aires y vicepresidente de la Nación.
- Risieri Frondizi, filósofo y rector de la UBA.
- Silvio Frondizi, filósofo y teórico marxista.
- Horacio Coppola, fotógrafo.
- Álvaro Alsogaray, político y economista.
- Marcelo Birmajer, periodista.
- Carlos Estrada, actor argentino.
- Sergio Gaut vel Hartman, escritor.
- Ricardo Rabinovich, ingeniero electrónico, Communications, Airspace USA.
- Ernesto de la Cárcova, artista plástico.
- Baldomero Fernández Moreno, poeta y escritor.
- Ricardo Levene, jurista e historiador.
- Manuel Gómez Carrillo, compositor.
- Alfonso Roque Albanese, médico cirujano y anatomista.
- Miguel Coronatto Paz, dramaturgo, guionista y director de cine y televisión.

- Fernando Albareda, trombonista Fabulosos Cadillacs
- Guillermo Cidade, cantante Massacre
- Roberto Copertari juez
- Gabriel Iturre Altieri, empresario del plástico